# Eduardo Geada
Eduardo Geada, né le 21 mai 1945 à Lisbonne au Portugal, est un réalisateur, professeur et essayiste portugais.

## Biographie
Formé en études anglo-américaines par la faculté des lettres de l'université de Lisbonne (1976), il se forme aussi en cinéma, tout comme d'autres cinéastes de sa génération, grâce au mouvement des ciné-clubs. En 1978, en tant que boursier de la Fondation Gulbenkian de Lisbonne, il obtient à la Slade School of Fine Art (London College University) la post-graduation en Film Studies. À l'université nouvelle de Lisbonne, il complète une maîtrise en communication, avec une thèse ayant pour sujet Le Cinéma spectacle (1985) et obtient un doctorat en histoire des médias, avec la thèse Les mondes du cinéma : modèles dramatiques et narratifs durant la période classique (1997). Il a été professeur à l’Escola Superior de Teatro e Cinema de Lisboa (1978-2004) et l'est depuis 2004 à l’Escola Superior de Comunicação Social. Il est professeur et chercheur invité à l'université de Californie à Berkeley (2007/2008).
Entre 1968 et 1976, il développe une intense et importante activité comme critique de cinéma dans diverses publications  – Seara Nova, Vértice, A Capital, Républica et Expresso. À la radio, il fut auteur et présentateur de l'émission Moviola (1985/1986), pour Antena 1, consacrée à la musique du cinéma. Au tournant de la fin des années 1960 et du début des années 1970, Geada fut un élément clé pour la réflexion sur le cinéma, activité qu'il va continuer avec la publication de plusieurs livres.
De 1997 à 2002, il est l'administrateur délégué de la Fondation de la culture de Sintra, à Quinta da Regaleira.
En tant que réalisateur il se divise entre le cinéma et la télévision. Son premier film, Sophie ou l'éducation sexuelle (1973), est l'un des derniers à être interdit par la censure, ainsi il ne sortira en salle qu'après la Révolution du 25 avril. Avec pour participants de très grands noms de la culture portugaise, comme David Mourão-Ferreira, Jorge Peixinho ou bien Eduardo Prado Coelho, et l'assistance à la mise-en-scène d'un autre critique de cinéma de renom, João Lopes, le film crée une attente un peu déçue au vu l'œuvre finale, dont les défauts peuvent être attribuées en partie au manque de structures de productions solides.
Immédiatement après la Révolution, il se consacre à des travaux d'ordre sociologique propres à l'époque. Les documentaires Lisbonne, Le Droit à la Ville, La Révolution est à l'ordre du jour et Nous sommes en fête, réalisé pour la télévision, analysaient la nouvelle réalité portugaise d'un point de vue marxiste, commun à d'autres productions de cette période : ils sont aujourd'hui devenus des documents historiques de grand valeur. Il en est de même pour le travail collectif Les armes et le peuple (1975), dont il a été l'un des réalisateurs et qui illustre la semaine qui s'écoula entre le 25 avril (date de la Révolution) et le 1er mai 1974,  célébré dans la liberté la plus totale, et qui se penche aussi sur les quarante-huit ans qui séparèrent le coup d'État militaire et la chute du marcelisme.
L'enterrement du patron (1975) a pour base la pièce de théâtre du fameux dramaturge italien Dario Fo. La sainte alliance (1976), sélectionné par la Quinzaine des réalisateurs du Festival de Cannes, continue à être l'un des films les plus lucides et stimulants sur la période post 25 avril.
Il débute les années 1980 avec divers travaux reconnus pour la télévision à partir d'œuvres et de personnalités de la littérature portugaise : Mariana Alcoforado (1980),s’appuyant sur les lettres attribuées à Sóror Mariana Alcoforadi, une religieuse du Couvent de Beja, du XVIIe siècle, et la série Lisbonne Societé Annonyme (1982-1983), signant les épisodes suivants Le Banquier anarchiste (d'après le texte homonyme de Fernando Pessoa), L'Homme qui ne sait pas écrire (textes de Almada Negreiros), L'Impossible Évasion (texte de Urbano Tavares Rodrigues), Un Voyage dans notre pays (texte de José Rodrigues Miguéis) et Le Rituel des petits vampires (texte de José Cardoso Pires).
Retour au long-métrage en 1983 avec Saudades para D. Genciama, à partir de plusieurs histoires de José Rodrigues Miguéis. Il travaille à nouveau pour la télévision avec La Forme des choses (1986), Une Aventure à Lisbonne (1989) et Portraits de Madère (1990).
Son dernier long-métrage, Passage à Lisbonne, de 1993 est un hommage à la mémoire du cinéma (le film est d'ailleurs dédié à Félix Ribeiro et Luis de Pina, deux piliers de la cinémathèque portugaise, décédés quelques années auparavant), avec un curieux mélange entre fiction et réalité, en revisitant la Lisbonne du début des années 1940, et la présence de noms célèbres comme Pola Negri, Leslie Howard, le Duc de Windsor, Primo de Rivera, et le mythique Viktor Laszlo (de Casablanca).

## Filmographie
- 1973 : Sofia e a Educação Sexual (titre français littéral : Sophie et l'éducation sexuelle), aussi scénario et montage
- 1976 : La Sainte Alliance
- 1985 : Nostalgie pour Dona Genciana
- 1993 : Passage à Lisbonne